# Stanisław Sieruta
Stanisław Sieruta (ur. 19 września 1935 w Olszynach, zm. 8 października 2016 tamże) – polski śpiewak, tancerz ludowy, malarz, rzeźbiarz i gawędziarz z kurpiowskiej Puszczy Zielonej.

## Życiorys
Był synem Stefana Sieruty i Stanisławy z Golonów, obojga z Olszyn, jednym z jedenaściorga dzieci pary i jednym z czworga, które dożyło dorosłości. W dzieciństwie i młodości pracował na roli. Do szkoły poszedł po II wojnie światowej i uczęszczał do placówek w Olszynach, Wydmusach i Wachu. Szkołę podstawową skończył w 1952. Okresowo pracował w PGR w Ponarach i chodził na zarobek „za Przasnysz”. Następnie do końca lat 50. XX w. pracował w Państwowym Zakładzie Torfowym w Karasce. W 1973 przejął rodzinne gospodarstwo rolne. Rodzinę założył w 1977, żeniąc się z Marianną Bogdańską. Mieli dwie córki: Annę i Jolantę. W 1994 Sieruta przeszedł na rentę. 
Jako uczeń interesował się sztuką, wykazywał zdolności artystyczne (śpiew, taniec, rysunki, recytatorstwo). Uczestniczył w pracy szkolnych teatrów. Od lat 50. XX w. rozwijał zainteresowanie tradycją, kulturą i historią Kurpiowszczyzny. Przywrócił tradycyjne pochody kolędnicze po Bożym Narodzenia (Herodówka), które pokazywał ze znajomymi we własnej i sąsiednich wsiach. Z napisanego przez niego scenariusza Herodówki korzystały zespoły folklorystyczne w regionie. W 1954 dołączył do Zespołu Folklorystycznego Pieśni i Tańca w Karasce. Z zespołem występował w regionie i poza nim, m.in. na V Światowym Festiwalu Młodzieży i Studentów w Warszawie w 1955. Na przełomie lat 40. i 50. XX w. współorganizował w Olszynach koło Związku Młodzieży Wiejskiej. W 1969 był jednym z założycieli Regionalnego Zespołu Pieśni i Tańca „Olszyny”. Był jego kierownikiem, instruktorem, choreografem, muzykiem i solistą. Zespół powstał na bazie Klubu Rolnika. Sieruta występował z zespołem na przeglądach folklorystycznych w kraju i za granicą (np. Włochy). W 1975 w Belgii Sieruta wystąpił z połączonymi zespołami z Kadzidła i Wykrotu. Na Europejskim Festiwalu Folklorystycznym zaprezentowano „Wesele kurpiowskie” przygotowane pod kierownictwem Grażyny Dąbrowskiej. Zespół z Olszyn rozwiązano w 1981. Od tego momentu Sieruta występował solo albo z zespołami regionalnymi „Myszyniec” i „Wachoziaki”, jeśli został o to poproszony. 
Śpiewu nauczył się od rodziców, dziadka i wuja Czesława Golona. Repertuar rozszerzał, uczestnicząc w zabawach wiejskich, a następnie jako członek zespołów regionalnych. Tam też ćwiczył umiejętności taneczne. Szczególnie często wykonywał pieśni leśne charakteryzujące się wolnym tempem, zmiennym natężeniem głosu oraz urywaniem ostatniej sylaby, by echo odpowiadało śpiewającemu. Na spotkaniach tanecznych i warsztatach uczył pieśni i tańców osoby z regionu i spoza Kurpiowszczyzny. W 1973 uczestniczył w Seminarium Folklorystycznym w Wojewódzkim Ośrodku Kultury w Warszawie. W 1977 otrzymał uprawnienia instruktorskie w specjalizacji folklorystycznej. 
Jako śpiewak, tancerz i gawędziarz brał udział m.in. w Miodobraniu Kurpiowskim, Kurpiowskich Prezentacjach Artystycznych w Ostrołęce, Kurpiowskim Graniu w Lelisie, Ogólnopolskim Festiwalu Folklorystycznym w Płocku oraz Ogólnopolskim Festiwalu Kapel i Śpiewaków Ludowych w Kazimierzu Dolnym, gdzie w 1985 zdobył pierwsze miejsce za śpiew solowy. 
Wystąpił w 5 filmach dokumentalnych przybliżających folklor Puszczy Zielonej, realizowanych dla Telewizji Polskiej. 
By rozwijać umiejętności plastyczne, w 1972 wstąpił do Klubu Młodych Plastyków Amatorów, który działał przy Wojewódzkim Związku Młodzieży Wiejskiej. Uczestniczył w plenerach malarskich. Od 1976 był członkiem Stowarzyszenia Twórców Ludowych. Pełnił różne funkcje w Oddziale Mazowieckim, potem w Oddziale Kurpiowskim. Od 1996 uczestniczył w procesie zawiązywania Związku Kurpiów, w 2000 stał się jego członkiem. Sieruta był współzałożycielem i członkiem zarządu Fundacji „Kulturalne Kurpie”. 
Został odznaczony m.in. Złotym Krzyżem Zasługi, Medalem 40-lecia Polski Ludowej, Odznaką Zasłużony Działacz Kultury (1967) i „Zasłużony dla województwa ostrołęckiego” (1979) oraz nagrodą Ministra Kultury i Sztuki (1982). Dostał Nagrodę im. Oskara Kolberga (1988), Nagrodę Prezesa Związku Kurpiów Kurpik 2001 (kategoria Muzyka i taniec) i Medal dziesięciolecia Związku Kurpiów „Za zasługi dla regionu kurpiowskiego” (2006). W 2011 został wyróżniony medalem „Pro Masovia”. W 2003 Rada Gminy Kadzidło przyznała mu tytuł Honorowego Obywatela Gminy Kadzidło.
Spoczywa na cmentarzu w Wachu.

## Twórczość
W 2002 Związek Kurpiów wydał jego Pieśni kurpiowskie (płyta CD i kaseta). Nagrania jego pieśni przechowuje Polskie Radio, Telewizja Polska oraz Instytut Sztuki PAN.

## Upamiętnienie
W 2024 w budynku RCKK zaprezentowano wystawę planszową Stanisław Sieruta. Wirtuoz tradycyjnego śpiewu i tańca kurpiowskiego oraz wydano publikację o tym samym tytule. Premiera miała miejsce podczas 35. Jarmarku Kurpiowskiego. Ten organizowany corocznie w Myszyńcu konkurs nosi imię Sieruty.
Imieniem Stanisława Sieruty nazwano też ulicę w Brzozówce. Jego nazwisko znalazło się na tabliczce na Skwerze Kurpiowskich Artystów w Kadzidle.